# 小行星13330
小行星13330（13330 Dondavis）是一颗绕太阳运转的小行星，为主小行星带小行星。该小行星于1998年9月25日发现。

## 轨道参数
小行星13330的轨道半长轴为3.1050185 UA，离心率为0.175。